# Hamchétou Maïga
Hamchétou Maïga, coniugata Ba (Bamako, 25 aprile 1978), è un'ex cestista e allenatrice di pallacanestro maliana, professionista nella WNBA.

## Carriera
È stata selezionata dalle Sacramento Monarchs al primo giro del Draft WNBA 2002 (12ª scelta assoluta).
Con il Mali ha disputato i Giochi olimpici di Pechino 2008, i Campionati mondiali del 2010 e quattro edizioni dei Campionati africani (2005, 2007, 2009, 2011).

## Palmarès
- Campionato WNBA: 1

Sacramento Monarchs: 2005